# Mus cypriacus
Mus cypriacus — вид грызунов рода домовых мышей. Основное место обитания — поля и виноградники гор Троодос на острове Кипр. Кипрская мышь имеет большего размера уши, глаза и зубы, чем европейские представители этого рода.
Мышь была признана отдельным видом исследователем Томасом Кукки из Даремского университета (Великобритания) в 2004 году, формально описана в 2006 году. Анализ ДНК подтвердил, что Mus cypriacus является отдельным видом.